# Большой театр кукол
Большо́й теа́тр ку́кол — старейший в России театр кукол, расположенный в Санкт-Петербурге.

## История

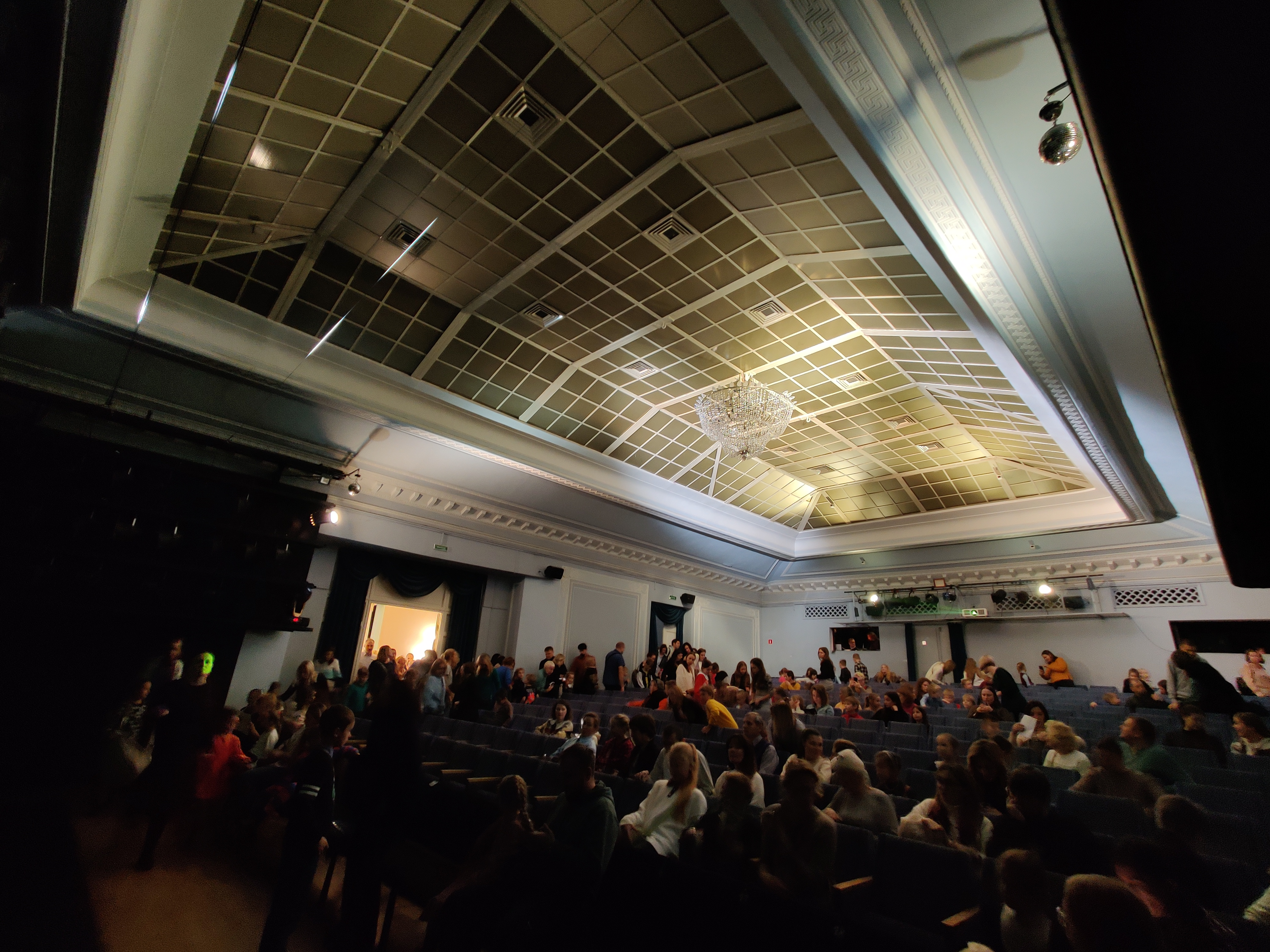
Зрительный зал

16 мая 1931 — начало работы нового театра кукол «Синяя Ширма». В помещении Дома коммунистического воспитания детей Смольнинского района на проспекте Володарского (ныне Литейный проспект 49) поставлена пьеса Л. Я. Циновского «Инкубатор». В составе театра три актёра: Н. К. Комина, А. А. Гак, А. Н. Гумилёва, художник В. Ф. Комин и музыкант М. Г. Аптекарь.
В 1932 году театр возглавил театральный рецензент и режиссёр Савелий Наумович Шапиро, выпускник Школы русской драмы, ученик В. Э. Мейерхольда. В 1930-х годах с театром работают художники В. Ф. Комин, Н. Н. Иванова, М. А. Григорьев, Е. П. Якунина, Н. Н. Константиновская. К концу 1930-х годов репертуар театра насчитывал более десяти спектаклей. Значительным событием стала премьера в мае 1937 года спектакля «Бевронский луг» по роману Р. Роллана «Кола Брюньон», адресованный старшим школьникам. Также значительные работы в этот период: «Илья Муромец» (1939), «Храбрый портняжка» (1940), «Аладин и волшебная лампа» (1940).
В 1939 году театр получает название «Второй ленинградский театр кукол» и статус государственного театра, а в 1940 (по другим данным — в 1938) году — здание на улице Некрасова, 10, где и находится по настоящее время.
Во время блокады Ленинграда до февраля 1942 года театр давал представления в госпиталях, заводских цехах, на призывных пунктах и в воинских частях. Зимой 1941 года артисты театра организовали Новогоднее представление с ёлкой для детей блокадного Ленинграда. В феврале 1942 года театр был эвакуирован в Новосибирск. Артисты выступали с представлениями для детей, сатирическими спектаклями для взрослых. В репертуаре театра появлялись новые спектакли «Письмо» Ю. Свирина, «Четвертый мушкетер» Л. Браусевича, «Шелковая кисточка» И. Карнауховой. В апреле 1944 года одним из первых театр возвратился из эвакуации в Ленинград.
Первый послевоенный сезон открылся спектаклем «Аленький цветочек». В театр был принят второй режиссёр М. М. Королёв, труппа пополнилась актёрами Е. Р. Ваккеровой, Ф. И. Ивановым, В. М. Козловой, В. Ф. Костровой, В. В. Кукушкиным, И. И. Нахбо, О. С. Погорельской, С. Э. Струппуль, Б. А. Сударушкиным. Наиболее значимые спектакли второй половины 1940-х годов «Пятак и пятачок» Н. Гернет (1946), «Сказка о храбром солдате» Е. Шварца (1946), «Дюймовочка» (1947). Последним спектаклем, поставленным С. Н. Шапиро, стал «Сказание о Лебединце-городе» И. Карнауховой и Л. Браусевича (1948).
В 1949 году театр возглавил Михаил Михайлович Королёв, ранее бывший режиссёром драматического театра. Королёв уделял основное внимание созданию актёрами сценических образов, введя в работу над спектаклем длительный застольный разбор пьесы, добиваясь внутренней выразительности, способности к перевоплощению, используя для этого средства драматического театра. В 1949—1954 годах в театре ставятся «Сказка о царе Салтане» и «Руслан и Людмила» А. С. Пушкина, «Тимур и его команда» по повести Аркадия Гайдара, «Дикие лебеди» по сказке Х. К. Андерсена.
С 1954 года в репертуар театра вошли спектакли для взрослых. Первым таким спектаклем стал «1002-я ночь» Н. Гернет и К. Шнейдер.
В 1955 году театр переименован в «Ленинградский государственный Большой театр кукол».
В этот период в театре работали главный художник И. А. Коротков, художники-скульпторы И. Н. Константиновская, Н. З. Хомякова, В. В. Малахиева, В. А. Ховралев, В. Г. Ховралева, пришли новые актёры Л. Г. Донскова, А. П. Корзаков, В. П. Мартьянов. В 1959 году в театр пришёл молодой режиссёр В. Б. Сударушкин.
В 1959 году впервые в истории российского театра при Ленинградском государственном институте театра, музыки и кинематографии создана кафедра театра кукол, которую возглавил М. М. Королёв.
С 1964 по 1986 театр возглавлял народный артист РСФСР, лауреат Государственной премии РСФСР Виктор Борисович Сударушкин. С именем этого режиссёра связаны крупные достижения театра в 1960—1980-е годы. Наиболее значительные работы В. Б. Сударушкина: «Слонёнок» (1964, 1974) Р. Киплинга, «Неизвестный с хвостом» С. Прокофьевой (1967), «Мальчиш-Кибальчиш» А. Гайдара (1967), «Сказка про Емелю» Б. и В. Сударушкиных (1971), «Несусветная комедия» Тита Макция Плавта (1968), Музыкальное ревю «Варьете "У Лукоморья"» (1984), «Похождения бравого солдата Швейка» Я. Гашека (1973), «Любовь, любовь…» по «Декамерону» Боккаччо (1977), «Клоп» В. Маяковского (1979), «До третьих петухов» В. Шукшина (1-я постановка в России, 1976), «Иностранец в Риме» М. Зощенко (1983), «Петербургская фантазия» по Н. Гоголю и Ф. Достоевскому (1982).
В 1981 году театр награждён орденом «Знак Почёта» за заслуги в развитии советского театрального искусства.
В период с 1986 по 1992 после кончины В. Б. Сударушкина театр возглавляли заслуженный деятель искусств России В. А. Маслов, затем Лауреат Государственной премии России, народный артист России, Академик Российского телевидения А. А. Белинский. Позднее театр возглавил В. Богач.
К постановкам в театр приглашались известные режиссёры-кукольники — В. Штейн, Р. Виндерман, В. Бирюков.
На афишах театра имена М. Зощенко, Ф. Дюрренматта, Н. Гоголя, Т. Ружевича, Д. Биссета, Б. Шергина и др.
Александр Белинский был единственным режиссёром после В. Сударушкина, который возобновил в Большом театре кукол репертуар для взрослых.
С 1993 по 2004 театр возглавляла Алла Александровна Полухина, ученица крупнейшего мастера русского театра Г. А. Товстоногова. А. А. Полухина поставила ряд спектаклей на основе драматургии детской классики, в том числе: «Лисенок, который не хотел быть хитрым» Я. Экхольма, «Синяя птица» М. Метерлинка, «Соловей» Х. К. Андерсена, «Три поросёнка» С. Михалкова и другие.
С 2001 года директором театра стал Александр Аркадьевич Калинин.
Новая страница истории театра началась в апреле 2006 года — с приходом в театр нового главного режиссёра Руслана Равилевича Кудашова, профессионального актёра и режиссёра театра кукол, создателя и художественного руководителя театра «Потудань». Р. Кудашов известен своими постановками не только в России, но и за её пределами.
25 октября 2005 года в Большом театре кукол состоялась премьера спектакля «Вий» в постановке Р. Кудашова по повести Н. Гоголя. Этим спектаклем театр восстановил традицию БТК постановки своей сцене пьес из репертуара для взрослой публики. За несколько лет театр побывал на гастролях в разных странах, а его постановки были отмечены большим числом наград.
В 2006 году Большой театр кукол и Санкт-Петербургская Государственная академия театрального искусства (ныне — Российский государственный институт сценических искусств) совместно набрали курс для обучения по специальности «артист театра кукол». По окончании Академии студенты почти полным составом вошли в труппу БТК, их спектакли пополнили репертуар театра.
С 2014 года театр стал проводить ежегодный кукольный фестиваль «БТК-ФЕСТ: Театр актуальных кукол». В 2017 году впервые прошла «БТК-ЛАБ: Лаборатория для молодых режиссёров по новой детской литературе».
В 2016 году Большой театр кукол удостоен Почётного диплома Законодательного Собрания Санкт-Петербурга.
В 2016 году совместно с Российским государственным институтом сценических искусств набран курс по специальности «Режиссёр театра кукол».

## Здание

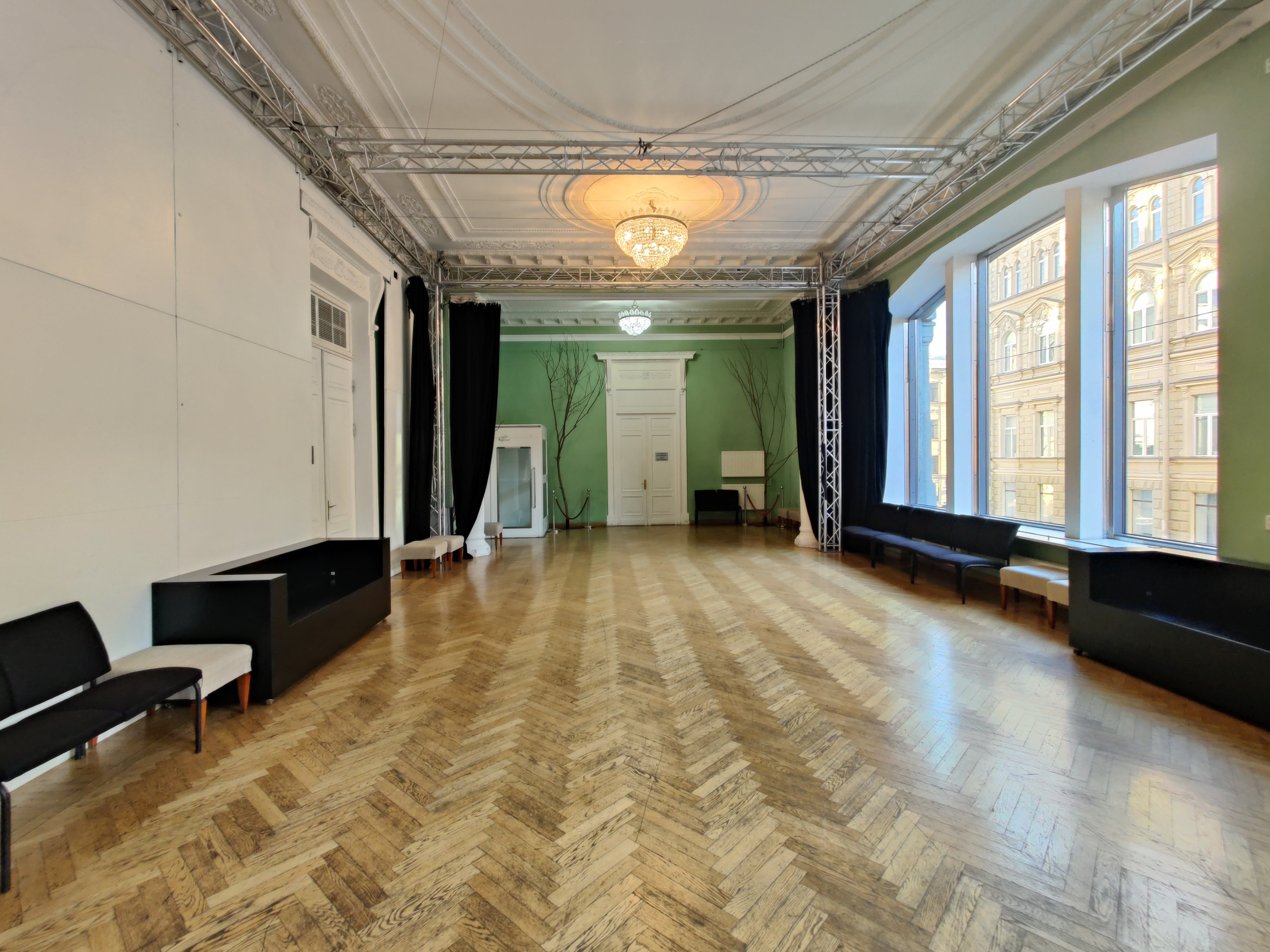
Фойе театра

Бывший доходный дом А. Е. Бурцева был построен в 1912—1913 годах архитектором Иваном Володихиным по адресу ул. Некрасова, дом 10. Театральные помещения были спроектированы в здании изначально. Здесь находились театр П. П. Гайдебурова и выставочные залы; в 1919 году работал театр-студия С. Э. Радлова. Во второй половине 1930-х годов в здании на улице Некрасова, 10 давал спектакли Совхозно-колхозный театр имени Облисполкома. В 1938 году помещение получил Театр кукол.

## Руководители театра
- с 1932 по 1948 — Савелий Наумович Шапиро.
- с 1949 по 1963 — з. д.и. России Михаил Михайлович Королёв.
- с 1964 по 1986 — н.а. России, Лауреат Гос. премии России Виктор Борисович Сударушкин
- с 1986 по 1987 — з. д.и. России Владимир Анатольевич Маслов,
- с 1987 по 1992 — Лауреат Гос. премии России, н.а. России, Академик Российского телевидения А. Белинский,
- с 1992 по 1993 — В. Богач
- с 1993 по 2004 — з. д.и. России Алла Александровна Полухина
- с апреля 2006 года главный режиссёр театра — Руслан Равилевич Кудашов
- Главный художник Марина Завьялова

## Известные актёры театра
- Киселёва, Валерия Сергеевна (1942—2000), народная артистка РСФСР (первая среди актёров театра кукол)
- Альперович, Илья Семёнович (1917—1981), народный артист РСФСР
- Кукушкин, Владимир Владимирович (19… —2007), народный артист РСФСР
- засл. арт России Мартьянов, Владимир Петрович (22.12.1936-2018)
- засл. арт России Донскова, Любовь Григорьевна
- Е. Р. Ваккерова
- засл. арт России Корзаков, Александр Петрович
- засл. арт России Корзаков, Владимир Петрович (1940—1982)
- засл. арт России Карева, Надежда Викторовна
- засл. арт России Драпкин, Эдуард
- засл. арт России Цуканов Алексей Алексеевич
- засл. арт России Тарновская, Нина Михайловна
- Ложкин, Михаил Сергеевич

## Репертуар

### Выдающиеся постановки прошлых лет[3]
- «Инкубатор», пьеса Л. Циновского. Режиссёр Н. Комина (1931)
- «Второй большевистский сев», театрализованная беседа К. Шнейдер. Режиссёр Н. Комина (1931)
- «Судим и такими не будем», пьеса К. Шнейдер. Режиссёр Н. Комина (1931)
- «Завоюем улицу», пьеса Я. Ялунера. Режиссёр С. Шапиро (1932)
- «Борьба продолжается», пьеса Л. Левина. Режиссёр С. Шапиро (1932)
- «Была война гражданская», пьеса Л. Левина. Режиссёр С. Шапиро (1932)
- «Каштанка» по рассказу А. П. Чехова. Режиссёр С. Шапиро (1933)
- «Гусёнок», сказка Н. Гернет и Т. Гуревич. Режиссёр Н.Комина (1936)
- «Бевронский луг» по роману Р. Роллана «Кола Брюньон». Режиссёр С. Шапиро (1937)
- «По щучьему веленью». Режиссёр Е. Деммени (1937)
- «Илья Муромец». Режиссёр С. Шапиро (1939)
- «Храбрый портняжка». Режиссёр В. Иогельсон (1940)
- «Аладдин и волшебная лампа». Режиссёр С. Шапиро (1940)
- «Письмо», драматический эпизод Ю. Свирина. Режиссёр С. Шапиро (1941)
- «Четвёртый мушкетёр», пьеса Л. Браусевича. Режиссёр В. Эренберг (1941)
- «Шёлковая кисточка». Режиссёр С. Шапиро (1943)
- «Пятак и пятачок», сказка Н. Гернет. Режиссёр В. Андрушкевич (1946)
- «Сказка о храбром солдате» Е. Шварца. Режиссёр С. Шапиро (1946)
- «Дюймовочка». Режиссёр М. Королёв (1947)
- «Сказание о Лебединце-городе» И. Карнауховой и Л. Браусевича. Режиссёр С. Шапиро (1948)
- «Зелёные богатыри», пьеса А. Александровой и Н. Гернет. Режиссёр И. Альперович (1949)
- «Сказка о царе Салтане» по сказке А. С. Пушкина. Режиссёр М. Королёв (1949)
- «Иван — крестьянский сын» по сказке Б. Сударушкина. Режиссёр М. Королёв (1950)
- «Руслан и Людмила» по сказке А. С. Пушкина. Режиссёр М. Королёв (1951)
- «Серебряное копытце» по повести А. П. Гайдара. Режиссёр А. Николаев (1951)
- «Дикие лебеди». Режиссёр М. Королёв (1952)
- «Тимур и его команда» по повести А. П. Гайдара. Режиссёр М. Королёв (1953)
- «1002-я ночь», пьеса Н. Гернет и К. Шнейдер. Режиссёр М. Королёв (1954)
- «Конёк-горбунок» по сказке П. Ершова. Режиссёр М. Королёв (1955)
- «Гаврош» по мотивам романа В. Гюго. Режиссёр С. Востоков (1955)
- «Чук и Гек» по рассказу А. П. Гайдара. Режиссёр В.Кукушкин (1956)
- «И смех, и слёзы, и любовь», комедия-обозрение В. Поялкова. Режиссёр М. Королёв (1956)
- «Двенадцать стульев» по роману И. Ильфа и Е. Петрова. Режиссёр М. Королёв (1957)
- «Лизанька», комедия А. Томасовой. Режиссёр М. Бровман (1958)
- «Прелестная Галатея», комедия Б. Гадора и С. Дарваша. Режиссёр М. Королёв (1958)
- «Дочь Индии», пьеса Н.Ходзы. Режиссёр В.Кукушкин (1959)
- «Золотой теленок» по роману И. Ильфа и Е. Петрова. Режиссёр М. Королёв (1961)
- «О чём рассказали волшебники», сказка В. Коростылёва. Режиссёр В. Сударушкин (1963)
- «Слонёнок» Р. Киплинга Режиссёр В. Сударушкин (1964)
- «Неизвестный с хвостом» по сказке С. Прокофьевой. Режиссёр В. Сударушкин (1967)
- «Мальчиш-Кибальчиш» по сказке А. П. Гайдара. Режиссёр В. Сударушкин (1967)
- «Несусветная комедия» Тита Макция Плавта. Режиссёр В. Сударушкин (1968)
- «Ловите миг удачи», мюзикл К. Рыжова. Постановка А. Белинского (1969)
- «Поросёнок Чок», музыкальная сказка М. Туровер и Я. Мирсакова. Постановка В. Сударушкина (1969)
- «В 12 часов по ночам», музыкальное ревю М. Гиндина и Г. Рябкина. Режиссёр В. Сударушкин (1971)
- «Сказка про Емелю» Б. и В. Сударушкиных. Режиссёр В. Сударушкин (1971)
- «Похождения бравого солдата Швейка» Я. Гашека. Постановка В. Сударушкина (1973)
- «Ой да ты, Садко!..». Постановка В. Сударушкина (1974)
- «До третьих петухов» В. Шукшина. Постановка В. Сударушкина (1976)
- «Любовь, любовь…» по «Декамерону» Боккаччо. Постановка В. Сударушкина (1977)
- «Клоп» В. Маяковского. Постановка В. Сударушкина (1979)
- «Иностранец в Риме» М. Зощенко. Постановка В. Сударушкина (1983)
- «Петербургская фантазия» по Н. В. Гоголю и Ф. М. Достоевскому. Постановка В. Сударушкина (1982)
- Музыкальное ревю «Варьете у Лукоморья». Постановка В. Сударушкина (1984)